# Arenosol

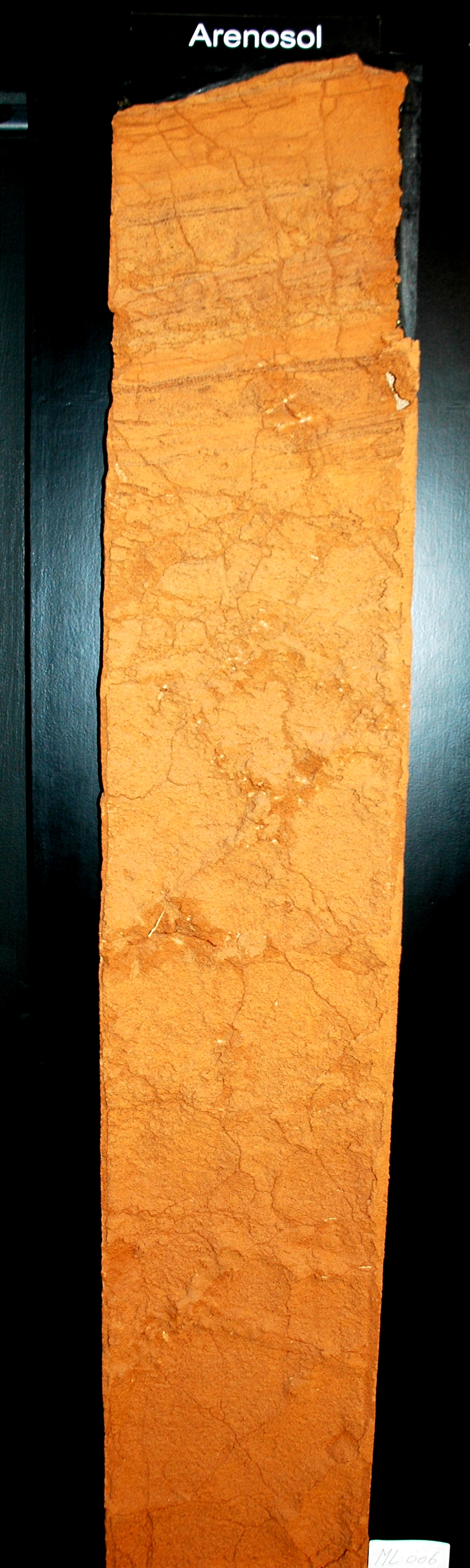
Arenosol

Arenosol (AR) (von lat.: arena = Sand) ist eine von 32 Referenzbodengruppen der World Reference Base for Soil Resources (WRB). Es handelt sich dabei um sandige Böden überwiegend tropischer und subtropischer Gebiete, die nicht oder nur geringfügig in verschiedene Bodenhorizonte differenziert sind. Ausgangsmaterial sind meist unverfestigte Quarzsande, seltener Quarzsandsteine oder quarzreiche magmatische oder metamorphe Gesteine (z. B. Granite oder Gneise).
Per definitionem gehören zu den Arenosolen auch Böden mit stark fortgeschrittener Podsolierung, bei denen der spodic horizon in einer Tiefe unterhalb von 2 m beginnt. Sie können auch aus sehr alten quarzreichen Ferralsolen entstehen, wenn der Kaolinit bereits weitgehend zu Aluminiumoxid(hydrat)en verwittert ist. Die so entstandenen Arenosole haben jedoch eine sehr geringe Verbreitung.
Durch ihre relative Grobkörnigkeit sind sie sehr wasserdurchlässig (permeabel) und besitzen folglich eine geringe Wasserspeicherungsfähigkeit.

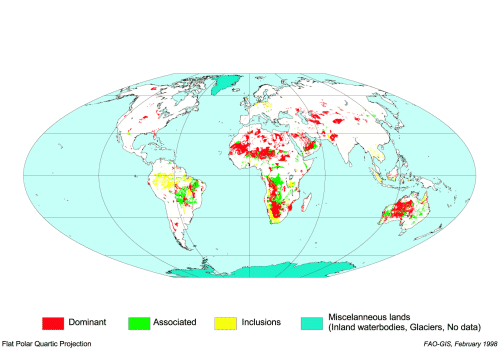
Verbreitung von Arenosolen weltweit

Arenosole bedecken weltweit ca. 900 Millionen Hektar oder 7 % der Landoberfläche. Sie werden überwiegend als Weideland genutzt, teilweise auch für den Ackerbau. Nach Entfernung der natürlichen Pflanzendecke tendieren sie jedoch zu rascher Erschöpfung und zu Erosion.